# Білокриницька селищна рада (Великоолександрівський район)
Білокрини́цька се́лищна ра́да — адміністративно-територіальна одиниця та орган місцевого самоврядування в Великоолександрівському районі Херсонської області. Адміністративний центр — селище міського типу Біла Криниця.

## Загальні відомості
- Територія ради: 4,19 км²
- Населення ради: 1941 особа (станом на 1 січня 2018 року)

## Населені пункти
Селищній раді підпорядковувалися населені пункти:
- смт Біла Криниця
- смт Кар'єрне
- с. Білоусове
- с. Первомайське

## Склад ради
Рада складається з 14 депутатів та голови.
- Голова ради: вакантна посада
- Секретар ради: Сіряк Сергій Миколайович

### Керівний склад попередніх скликань
| Прізвище, ім'я, по батькові   | Основні відомості                                                                                             | Дата обрання | Дата звільнення |
| ----------------------------- | --- | ------------ | --------------- |
| Пройдисвіт Володимир Петрович | Селищний голова, 1960 року народження, безпартійний                                                           | 26.03.2006   | 31.10.2010      |
| Сидор Володимир Михайлович    | Селищний голова, 1962 року народження, освіта середня загальна, член Всеукраїнського об'єднання «Батьківщина» | 31.10.2010   | 10.11.2017      |

Примітка: таблиця складена за даними сайту Верховної Ради України

### Депутати
За результатами місцевих виборів 2010 року депутатами ради стали:

#### За суб'єктами висування
| Суб'єкт висування                                       | Кількість обраних депутатів | %  |
| ------------------------------------------------------- | --------------------------- | -- |
| Партія регіонів                                         | 9                           | 45 |
| Політична партія Всеукраїнське об'єднання «Батьківщина» | 6                           | 30 |
| Комуністична партія України                             | 3                           | 15 |
| Партія Християнсько-Демократичний Союз                  | 1                           | 5  |
| Самовисування                                           | 1                           | 5  |

#### За округами
| № округу                                                | Прізвище, ім'я, по батькові      | Дата визнання обраним | Освіта             | Партійна приналежність                        | Відомості про обраного депутата                            |
| ------------------------------------------------------- | -------------------------------- | --------------------- | ------------------ | --------------------------------------------- | ---------------------------------------------------------- |
| Комуністична партія України                             |                                  |                       |                    |                                               |                                                            |
| 9                                                       | Децик Алла Пилипівна             | 02.11.2010            | середня спеціальна | позапартійна                                  | тимчасово не працює                                        |
| 10                                                      | Білий Сергій Васильович          | 02.11.2010            | середня            | член Комуністичної партії України             | тимчасово не працює                                        |
| 18                                                      | Горєвий Петро Іванович           | 02.11.2010            | середня            | член Комуністичної партії України             | пенсіонер                                                  |
| Партія регіонів                                         |                                  |                       |                    |                                               |                                                            |
| 3                                                       | Шаповалова Наталія Миколаївна    | 02.11.2010            | вища               | член Партії регіонів                          | тимчасово не працює                                        |
| 8                                                       | Гарус Лариса Вікторівна          | 02.11.2010            | вища               | позапартійна                                  | Білокриницька сільська рада, спеціаліст з земельних питань |
| 12                                                      | Єрмолаєва Світлана Петрівна      | 02.11.2010            | вища               | член Партії регіонів                          | Білокриницький дитячий садок, вихователь                   |
| 13                                                      | Толстой Сергій Леонідович        | 02.11.2010            | середня            | член Партії регіонів                          | тимчасово не працює                                        |
| 14                                                      | Дейніченко Ірина Борисівна       | 02.11.2010            | вища               | член Партії регіонів                          | Білокриницька загальноосвітня школа I-III ст., директор    |
| 15                                                      | Чечіна Любов Володимирівна       | 02.11.2010            | вища               | член Партії регіонів                          | Білокриницька загальноосвітня школа І- III ст., вчитель    |
| 16                                                      | Лафета Наталія Володимирівна     | 02.11.2010            | вища               | член Партії регіонів                          | Білокриницька сільська рада, секретар                      |
| 17                                                      | Бондаренко Сергій Олександрович  | 02.11.2010            | середня            | член Партії регіонів                          | Білокриницький КХП, охоронець                              |
| 19                                                      | Мисник Григорій Миколайович      | 02.11.2010            | середня            | член Партії регіонів                          | тимчасово не працює                                        |
| Партія Християнсько-Демократичний Союз                  |                                  |                       |                    |                                               |                                                            |
| 20                                                      | Дубовий Віктор Павлович          | 02.11.2010            | середня            | член Партії Християнсько-Демократичний Союз   | тимчасово не працює                                        |
| Політична партія Всеукраїнське об'єднання «Батьківщина» |                                  |                       |                    |                                               |                                                            |
| 1                                                       | Мельникова Світлана Василівна    | 02.11.2010            | середня            | позапартійна                                  | тимчасово не працює                                        |
| 2                                                       | Коновалюк Людмила Леонідівна     | 02.11.2010            | вища               | позапартійна                                  | Білокриницька загальноосвітня школа I-III ст., вчитель     |
| 4                                                       | Кашталет В'ячеслав Володимирович | 02.11.2010            | середня            | член Всеукраїнського об'єднання «Батьківщина» | Б.Криницький КХП, охоронець                                |
| 5                                                       | Яковенко Костянтин Володимирович | 02.11.2010            | середня            | член Всеукраїнського об'єднання «Батьківщина» | Б.Криницький вапняний завод, механік                       |
| 6                                                       | Лупан Євгеній Віталійович        | 02.11.2010            | середня            | член Всеукраїнського об'єднання «Батьківщина» | тимчасово не працює                                        |
| 11                                                      | Богун Світлана Миколаївна        | 02.11.2010            | вища               | член Всеукраїнського об'єднання «Батьківщина» | Білокриницька загальноосвітня школа I-III ст., вчитель     |
| Самовисування                                           |                                  |                       |                    |                                               |                                                            |
| 7                                                       | Кілюшик Василь Васильович        | 02.11.2010            | середня спеціальна | член Народної партії                          | Білокриницький КХП, начальник елеватора                    |